# Victor Auguste, Nam tước xứ Duperré
Victor Auguste Duperré (ngày 4 tháng 8 năm 1825 – ngày 26 tháng 3 năm 1900) là sĩ quan hải quân và phó đô đốc người Pháp.

## Tiểu sử
Victor Duperré quê quán tại Paris, con trai của Guy-Victor Duperré và Claire Adelaïde Le Camus. Ông gia nhập Hải quân Pháp năm 1840, sau ra khơi phục vụ dưới quyền chỉ huy của Edmond Jurien de La Gravière trên tàu La Bayonnaise ở Viễn Đông vào năm 1846, trước khi trở thành trung úy hải quân vào ngày 14 tháng 2 năm 1851 trong cuộc tấn công vào Bomarsund, Crimea. Bốn năm sau, ông chỉ huy tàu Le Pélican trong cuộc phong tỏa Sweaborg, sau đó là tàu La Salamandre tại Levant, trước khi trở thành thuyền trưởng khinh hạm vào ngày 11 tháng 4 năm 1859. Trong chiến dịch nước Ý, ông chỉ huy tàu La Foudre rồi Le Roland tại Levant. 
Năm 1862, ông là phụ tá cho Bộ trưởng Bộ Hải quân Pháp, sau đó là tham mưu trưởng và thuyền trưởng vào năm 1865. Năm 1868, ông chỉ huy các tiền đồn ở Iceland và sau là Phân đội Hải quân Bờ biển Tây Phi, đồng thời là người đứng đầu thực sự thuộc địa Gabon ("Thuộc địa Gorée và các Vùng phụ thuộc") từ năm 1869 đến năm 1870. Ông trở thành Tham mưu trưởng của Đô đốc Rigault de Genouilly và chỉ huy quân cảng Cherbourg vào năm 1873. Ông được thăng cấp chuẩn đô đốc vào năm 1873 rồi giữ chức chánh văn phòng Bộ trưởng Bộ Hải quân, về sau sang Đông Dương nhậm chức Thống đốc Nam Kỳ từ năm 1874 đến năm 1877. Ông được tấn phong phó đô đốc vào ngày 1 tháng 10 năm 1879.
Năm 1881, ông là phó đô đốc dưới quyền Chủ tịch Nam tước Albert Roussin, và vào ngày 27 tháng 1 năm 1881, ông trở thành thành viên chính thức của Hội đồng Bộ Hải quân. Năm 1884, ông chỉ huy tàu Colbert trước khi được bổ nhiệm làm Chủ tịch Ban Xây dựng Hải quân vào năm 1886. Ông cũng là một trong những thành viên sáng lập Câu lạc bộ Du thuyền Pháp.
Ông chủ trì ủy ban tổ chức các môn thể thao dưới nước cho Thế vận hội Mùa hè năm 1900.